# 中浜奈美子
中浜奈美子（なかはま なみこ、1988年10月28日 - ）は、日本の女優。東京都出身。所属事務所はアルマット（たむらプロ系列）。身長162cm。血液型はAB型。

## 来歴・人物
1996年、ミュージカル『アニー』でデビュー。

## 出演

### テレビドラマ
- お母さんが3人!?代理母・10年目の真実（1998年12月6日、東海テレビ放送）
- こちら第三社会部（2001年、TBS）
- 相棒3rd Season 第14話 『薔薇と口紅』（2004年、テレビ朝日）
- 終着駅の牛尾刑事VS事件記者冴子 森村誠一の殺人の詩集（2006年、テレビ朝日）
- いい女（2006年、TBS）
- 三代目のヨメ!（2008年、TBS）
- ドラマ24 コスプレ幽霊 紅蓮女 （2008年1月11日 - 3月28日、テレビ東京） - 神田歩美 役
- 非婚同盟（2009年3月19日‐、東海テレビ） - 大江直美 役
- 妄想捜査〜桑潟幸一准教授のスタイリッシュな生活（2012年1月 - 3月、テレビ朝日） - トモコ 役
- 遺留捜査 第3シリーズ 第3話（2013年5月1日、テレビ朝日） - 生活安全課 婦警 峯岡愛 役

### 映画
- ノーパンツ・ガールズ外伝（2004年）
- 理由（2004年） - 田中翔子 役
- 真夜中の弥次さん喜多さん（2005年） - 茶摘娘 役
- ALWAYS 三丁目の夕日（2005年） - 小池すえ 役
- フラガール（2006年） - 芦屋めい 役
- 俺は、君のためにこそ死ににいく（2007年）
- ALWAYS 続・三丁目の夕日（2007年） - 小池すえ 役
- グミ・チョコレート・パイン（2007年）

### 舞台
- アニー（1996年） - シャーリー 役
- 王様と私
- 南太平洋

### CM
- 江崎グリコ 堅焼プリッツ『堅焼物理学』篇（2007年）

### DVD
- コスプレ幽霊 紅蓮女 DVD-BOX (2008年5月21日発売、バップ)